# Burleson County
Burleson County je okres ve státě Texas v USA. K roku 2010 zde žilo 17 187 obyvatel. Správním městem okresu je Caldwell. Celková rozloha okresu činí 1 756 km².